# Мачанка

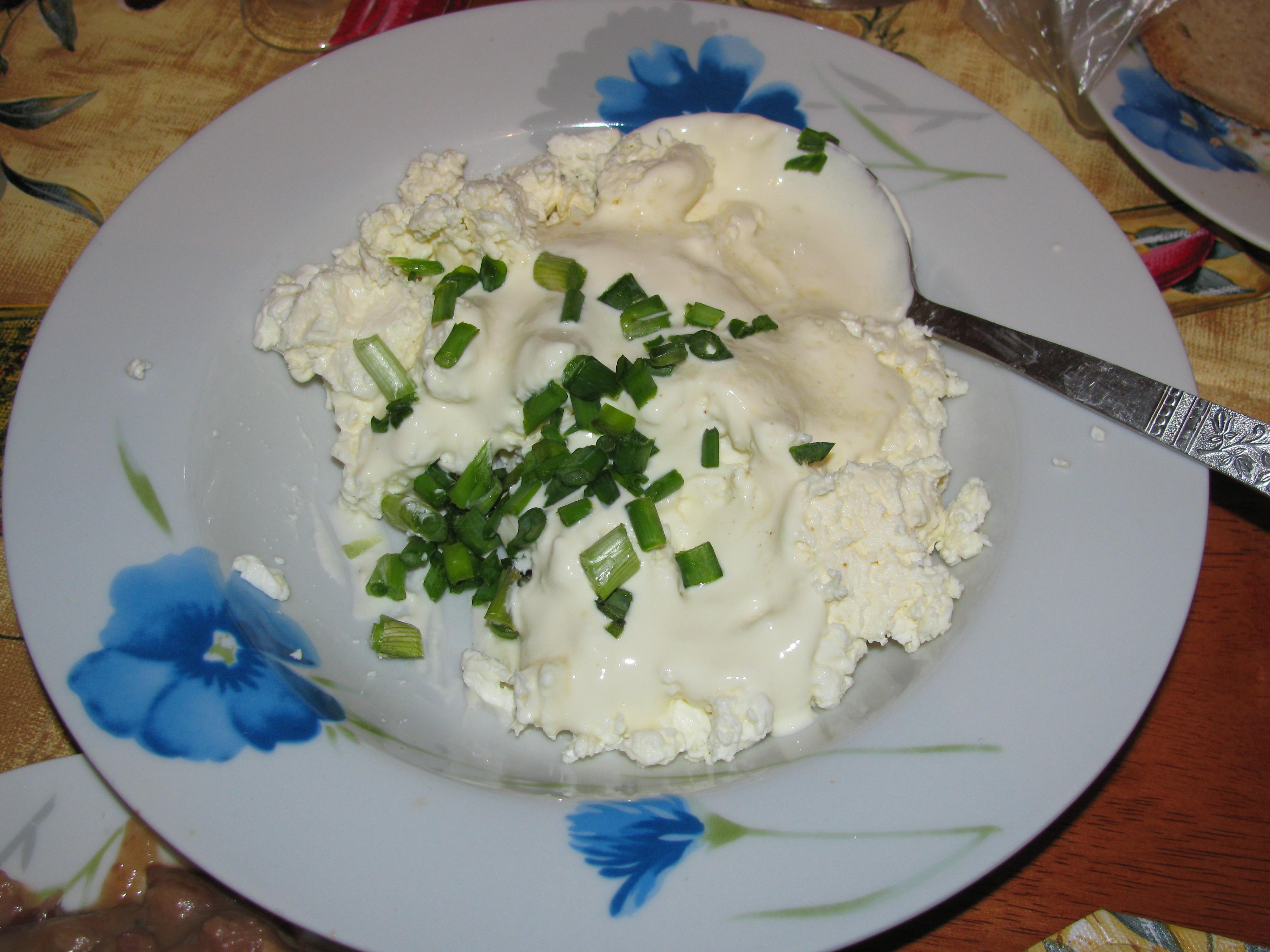
Мачанка

Ма́чанка — страва української та білоруської кухні з домашнього сиру та сметани, а також інших інгредієнтів (гриби, сало, м'ясо).

## Назва
Назва цієї страви походить від слова «вмочати», тому що в мачанку мочали млинці.

## Приготування сирної мачанки
Сир труть через дрібне металеве сито. Змішують зі сметаною і ретельно розтирають. Щоб отримати більш рідку мачанку, додають трохи молока. Розтоплюють вершкове масло і вмішують його в масу разом із сіллю та перцем.
Також до мачанки додають кришену зелень кропу та цибулі, вершкове масло, варене куряче яйце, заправляють меленим перцем, кмином, сіллю.